# Jhon Murillo
Jhon Eduard Murillo Romaña (El Nula, 4 de junho de 1995) é um futebolista profissional venezuelano que atua como ponta. Atualmente joga pelo América de Cali.

## Carreira

### Zamora
Murillo jogou sua primeira partida na primeira divisão venezuelana no dia 22 de outubro de 2012, contra o Llaneros de Guanare. Seu primeiro gol foi quase um ano depois, mais exatamente no dia 19 de agosto de 2013, contra o Deportivo Petare.

### Benfica
No dia 20 de maio de 2015, o Zamora FC confirmou a transferência de Murillo ao Benfica num contrato de 5 temporadas.

### Tondela
Dois meses depois, a 16 de julho de 2015, foi emprestado ao C.D. Tondela por um ano.

## Seleção Venezuelana
Seu primeiro jogo pela seleção principal foi num amistoso contra Honduras, em 12 de fevereiro de 2015; ele marcou o gol da vitória por 2 a 1.

## Estatísticas
Atualizado até 16 de agosto de 2021.

### Clubes
| Equipe            | Temporada         | Campeonato nacional | Campeonato nacional | Campeonato nacional | Copa nacional[a] | Copa nacional[a] | Copa nacional[a] | Competições continentais[b] | Competições continentais[b] | Competições continentais[b] | Outros torneios[c] | Outros torneios[c] | Outros torneios[c] | Total | Total | Total   |
| Equipe            | Temporada         | Jogos               | Gols                | Assist.             | Jogos            | Gols             | Assist.          | Jogos                       | Gols                        | Assist.                     | Jogos              | Gols               | Assist.            | Jogos | Gols  | Assist. |
| ----------------- | ----------------- | ------------------- | ------------------- | ------------------- | ---------------- | ---------------- | ---------------- | --------------------------- | --------------------------- | --------------------------- | ------------------ | ------------------ | ------------------ | ----- | ----- | ------- |
| Zamora            | 2012–13           | 5                   | 0                   | 0                   | —                | —                | —                | —                           | —                           | —                           | —                  | —                  | —                  | 5     | 0     | 0       |
| Zamora            | 2013–14           | 32                  | 11                  | 0                   | —                | —                | —                | 4                           | 1                           | 0                           | —                  | —                  | —                  | 36    | 12    | 0       |
| Zamora            | 2014–15           | 22                  | 8                   | 0                   | —                | —                | —                | 4                           | 2                           | 0                           | —                  | —                  | —                  | 26    | 10    | 0       |
| Zamora            | Total             | 59                  | 19                  | 0                   | 0                | 0                | 0                | 8                           | 3                           | 0                           | 0                  | 0                  | 0                  | 67    | 22    | 0       |
| Tondela           | 2015–16           | 23                  | 3                   | 1                   | —                | —                | —                | —                           | —                           | —                           | —                  | —                  | —                  | 23    | 3     | 1       |
| Tondela           | 2016–17           | 31                  | 5                   | 7                   | 2                | 0                | 1                | —                           | —                           | —                           | —                  | —                  | —                  | 33    | 5     | 8       |
| Tondela           | Total             | 54                  | 8                   | 8                   | 2                | 0                | 1                | 0                           | 0                           | 0                           | 0                  | 0                  | 0                  | 56    | 8     | 9       |
| Kasımpaşa         | 2017–18           | 24                  | 4                   | 0                   | 1                | 0                | 0                | —                           | —                           | —                           | —                  | —                  | —                  | 25    | 4     | 0       |
| Kasımpaşa         | Total             | 24                  | 4                   | 0                   | 1                | 0                | 0                | 0                           | 0                           | 0                           | 0                  | 0                  | 0                  | 25    | 4     | 0       |
| Tondela           | 2018–19           | 32                  | 3                   | 4                   | 5                | 1                | 2                | —                           | —                           | —                           | —                  | —                  | —                  | 37    | 4     | 6       |
| Tondela           | 2019–20           | 30                  | 2                   | 2                   | 1                | 0                | 0                | —                           | —                           | —                           | —                  | —                  | —                  | 31    | 2     | 2       |
| Tondela           | 2020–21           | 26                  | 4                   | 4                   | 2                | 0                | 0                | —                           | —                           | —                           | —                  | —                  | —                  | 28    | 4     | 4       |
| Tondela           | 2021–22           | 2                   | 0                   | 1                   | 1                | 0                | 0                | —                           | —                           | —                           | —                  | —                  | —                  | 3     | 0     | 1       |
| Tondela           | Total             | 90                  | 9                   | 11                  | 9                | 1                | 2                | 0                           | 0                           | 0                           | 0                  | 0                  | 0                  | 99    | 10    | 13      |
| Total na carreira | Total na carreira | 227                 | 40                  | 19                  | 12               | 1                | 3                | 8                           | 3                           | 0                           | 0                  | 0                  | 0                  | 247   | 44    | 22      |

- a. ^ Jogos da Taça de Portugal, Copa da Turquia e Taça da Liga
- b. ^ Jogos da Copa Libertadores da América
- c. ^ Jogos do Amistoso